# Jih (Ailinglaplap)
Jih und Boklan (auch: Chē-tō, Chie To, Je, Jib, Tyē Tō und Bokoramu, Bokoramu-To) ist ein sichelförmiges Motu des Ailinglaplap-Atolls in der Ralik-Kette im ozeanischen Staat der Marshallinseln (RMI).

## Geographie
Das Motu bildet die Nordspitze des Riffs. Die etwas breitere Nordwestspitze trägt die Bezeichnung „Boklan“. Das Motu zieht sich von dort zunächst nach Osten und biegt nach ca. 5 km nach Süden ein. Der Jih genannte Inselteil zieht sich dann, immer schmaler werdend, nach Süden bis Keiluk. An der Südspitze befindet sich der Flugplatz Jeh Airfield. Die Siedlung „Jih“ liegt am Nordende auf der Südseite des Motu, zum Innern der Lagune.
Im Südwesten schließt sich das Motu Ramarin an.

## Klima
Das Klima ist tropisch heiß, wird jedoch von ständig wehenden Winden gemäßigt. Ebenso wie die anderen Orte der Ailinglaplap-Gruppe wird Jih/Boklan gelegentlich von Zyklonen heimgesucht.